# Шамшурін Василь Григорович
Шамшу́рін Васи́ль Григо́рович (*3 лютого 1920, село Малиново — †18 листопада 1942, село Дзуарикау, Кавказ) — військовик, учасник Другої світової війни, Герой Радянського Союзу (8 лютого 1943).
Закінчив Воткінський машинобудівний технікум в 1939 році, аероклуб. Працював на Воткінському машинобудівному заводі. Закінчив Пермську авіаційну школу пілотів в 1940 році. У Другій світовій війні з червня 1941 року, брав участь в боях на Західному, Південному та Закавказькому фронтах. Пілот 7-го гвардійського штурмового авіаційного полку 230-ї штурмової авіаційної дивізії 4-ї повітряної армії. Гвардії молодший лейтенант Шамшурін здійснив 22 бойових вильоти на штурм військ противника, знищив 4 літаки, 14 танків та іншу бойову техніку ворога. 18 листопада 1942 року над селом Дзуарикау направив свій підбитий зенітним вогнем літак у ворожу бойову техніку.
Нагороджений орденом Леніна.